# James Develin
(en) Statistiques sur pro-football-reference
James Rittenhouse Develin Jr., né le 23 juillet 1988 à West Chester, Pennsylvanie, est un joueur américain de football américain évoluant au poste de fullback. Non sélectionné lors de la draft 2010 de la NFL, il commence sa carrière en Arena Football League et United Football League afin de se trouver une place dans l'effectif d'entraînement des Bengals de Cincinnati. Il ne joue pas une rencontre avec les Bengals avant d'être relâché de l'effectif en août 2012. Recruté par les Patriots de la Nouvelle-Angleterre, il s'impose en tant que fullback et remporte les Super Bowl XLIX et LI avec les Pats.

## Biographie

### Carrière universitaire
James Develin étudie et joue au football américain à l'université Brown et fait partie de la ligne défensive des Bears de Brown. Après avoir joué dans huit matchs en 2006 pour sa première saison, il réalise 50 plaquages, six sacks et trois fumbles recouverts. En 2008, il plaque à 34 reprises et marque 3 sacks. Sa dernière saison universitaire se conclut avec des statistiques correctes : 53 plaquages, 16 plaquages pour perte, une interception et deux fumbles recouverts.

### Carrière professionnelle
Non sélectionné lors de la draft 2010 de la NFL, James Develin signe avec Yard Dawgz d'Oklahoma City en AFL puis avec les Destroyers de la Virginie en UFL au poste de défenseur. Il se convertit de la ligne défensive au poste de fullback en UFL. Il signe alors aux Bengals de Cincinnati dans l'effectif d'entraînement où il reste pendant toute la saison 2011. Il est signé de nouveau pour la saison 2012 avant d'être coupés lors de la dernière étape des coupes de l'effectif. Trois jours plus tard, il signe avec les Patriots de la Nouvelle-Angleterre dans leur effectif d'entraînement. Il est intégré à l'effectif le 28 novembre et fait ses débuts en NFL le 16 décembre 2012 dans les équipes spéciales contre les 49ers de San Francisco. Il signe un nouveau contrat avec les Patriots en septembre 2013 et est nommé fullback titulaire de l'équipe. Il marque un touchdown lors de la saison 2013.
Lors de la saison 2014, James Develin inscrit un touchdown en match éliminatoire contre les Colts d'Indianapolis dans la conférence AFC. Le 1er septembre 2015, Develin se casse le tibia droit lors d'un match de pré-saison contre les Panthers de la Caroline. Placé sur la liste des blessés, il ne joue pas de la saison. Develin signe un nouveau contrat d'un an avec les Patriots en mars 2016. Il gagne le Super Bowl LI à la fin de l'année.